# South Padre Island
South Padre Island ist ein Ferienort auf der Insel Padre Island im US-Bundesstaat Texas. Sie liegt im Bezirk Cameron County. Stadt und Insel sind ein Touristenziel im Süden von Texas. Das U.S. Census Bureau hat bei der Volkszählung 2020 eine Einwohnerzahl von 2066 ermittelt.

## Beschreibung
Die Gemeinde nimmt den südlichen Teil der gleichnamigen Barriereinsel vor der südtexanischen Golfküste ein. Über die Drehbrücke Queen Isabelle Causeway ist der Ort mit der auf dem Festland gelegenen Stadt Port Isabel verbunden. Umgrenzt ist sie im Osten vom Golf von Mexiko, im Westen von der Laguna Madre, im Süden durch eine Landzunge sowie einem vom Golf nach Brownsville führenden Kanal; im Norden geht sie in unbebautes Inselterrain über. Wichtigste Verbindungsstraße ist die State Park Road 100, die an den Queen Isabelle Causeway anschließt und durch die Landzunge hindurchführt. Die Entfernung zur Bezirkshauptstadt Brownsville beträgt rund 30 Kilometer.
Erforscht wurde die Insel South Padre Island im 16. Jahrhundert durch die Spanier. Bis in die 1950er war die Lage jedoch abgelegen. Dies änderte sich erst mit der Einrichtung einer Festlandsbrücke – dem 1957 in Betrieb gegangenen Queen Isabelle Causeway. 1978 hatte der Ort eine geschätzte Bevölkerung von rund 340 Einwohnern, zehn Jahre später über 1000. Der bescheidene, vom Fremdenverkehr gespeiste Wohlstand war allerdings von Rückschlägen und Katastrophen überschattet. 1967 richtete der Hurrikan Beulah auf der Insel schwere Verwüstungen an.
Schäden verursachte auch der in Kategorie 1 eingestufte Hurrikan Dolly im Juni 2008 sowie der Hurrikan Ike im September desselben Jahres. Schwere Regenfälle brachte der Hurrikan Alex im Juli 2010. Ein schwerer Kranunfall im Jahr 2001 brachte darüber hinaus ein Teilstück des Queen Isabelle Causeway zum Einbrechen.
Wichtigste Branche von South Padre Island ist der Tourismus. Hauptsaison sind Spätwinter, Frühling und Sommer. Die touristischen Angebote richten sich an eine internationale Klientschaft. Die meisten ansässigen Geschäfte sind auf Fremdenverkehr abgestellt – darunter Hotels, Restaurants, Eigentumswohnungen und Souvenirläden.

## Demografie
Laut den Daten des United States Census Bureau aus dem Jahr 2016 betrug die Einwohnerzahl in diesem Jahr 2888 Personen. 1375 davon waren männlich, 1513 weiblich. 2570 Einwohner waren 18 Jahre oder älter, 318 Kinder oder Jugendliche, 977 älter als 65 Jahre. Der Altersmedian betrug 60,0 Jahre. 2784 der Befragten bezeichneten sich als Weiße (96,4 %), 28 als Afroamerikaner (1,0 %). Unabhängig von der Frage zur Zensus-Deklaration Race bezeichneten sich 791 Einwohner als Hispanic oder Latino (27,4 %).
Laut Quickfacts-Infos auf census.gov betrug das Medianeinkommen pro Haushalt 42.825 US-Dollar (USD). Als Personen, die in Armut leben, wies der Zensus 18,8 % aus, als Personen ohne Krankenversicherung 17,8 %. Der ermittelte Einkommensmedian liegt sowohl unter dem der USA insgesamt (53.000 USD) als auch dem für Gesamt-Texas (51.900 USD).

## Galerie

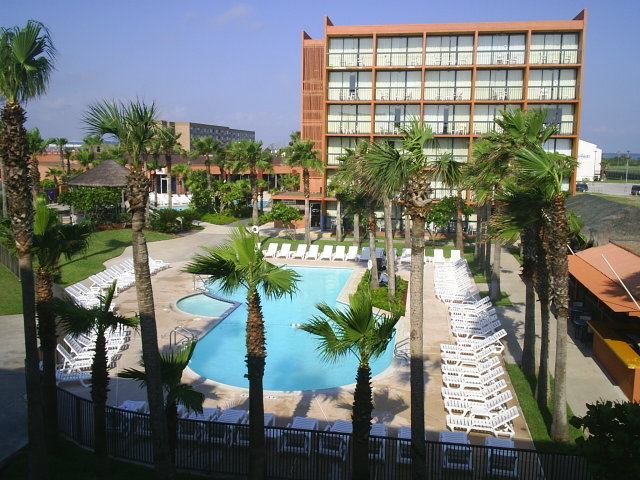
Touristenhotel
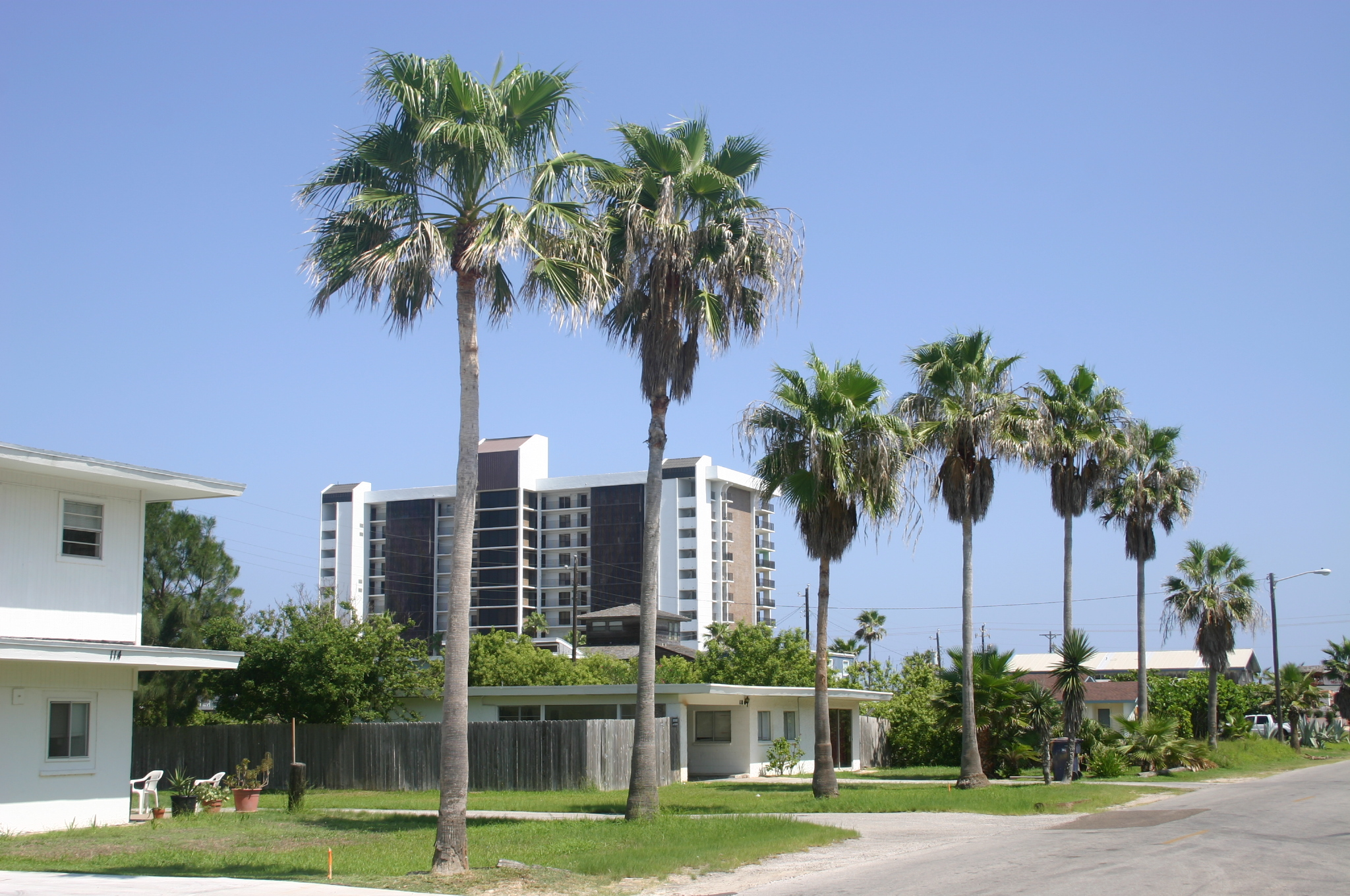
Straßenansicht
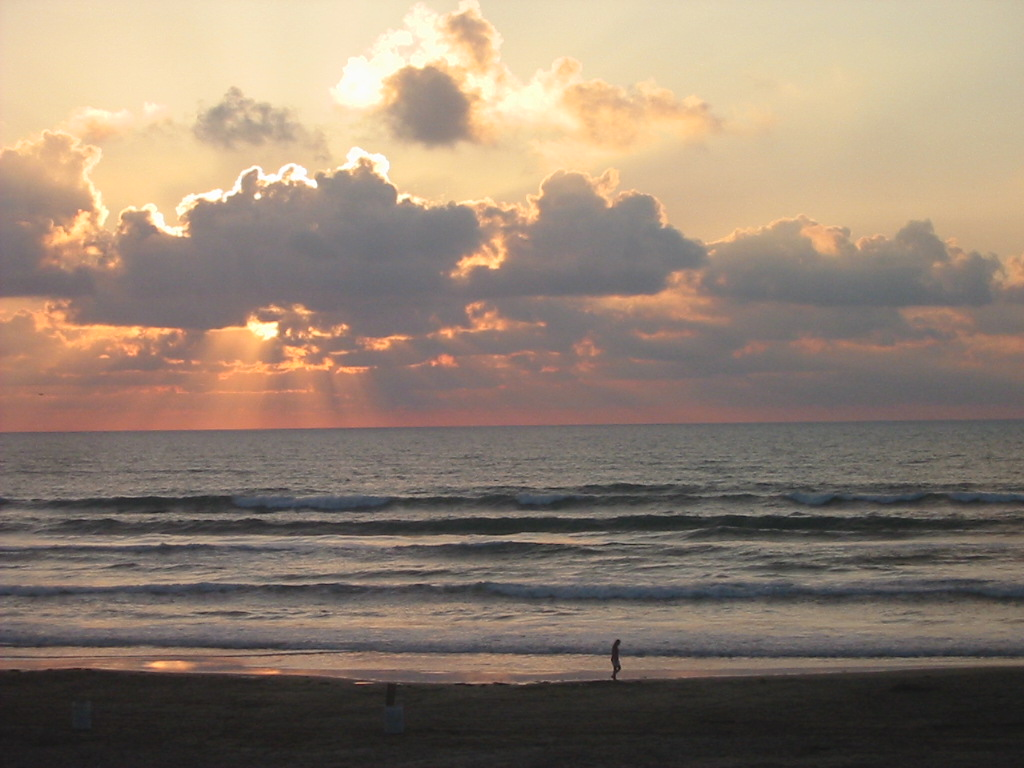
Sonnenaufgang
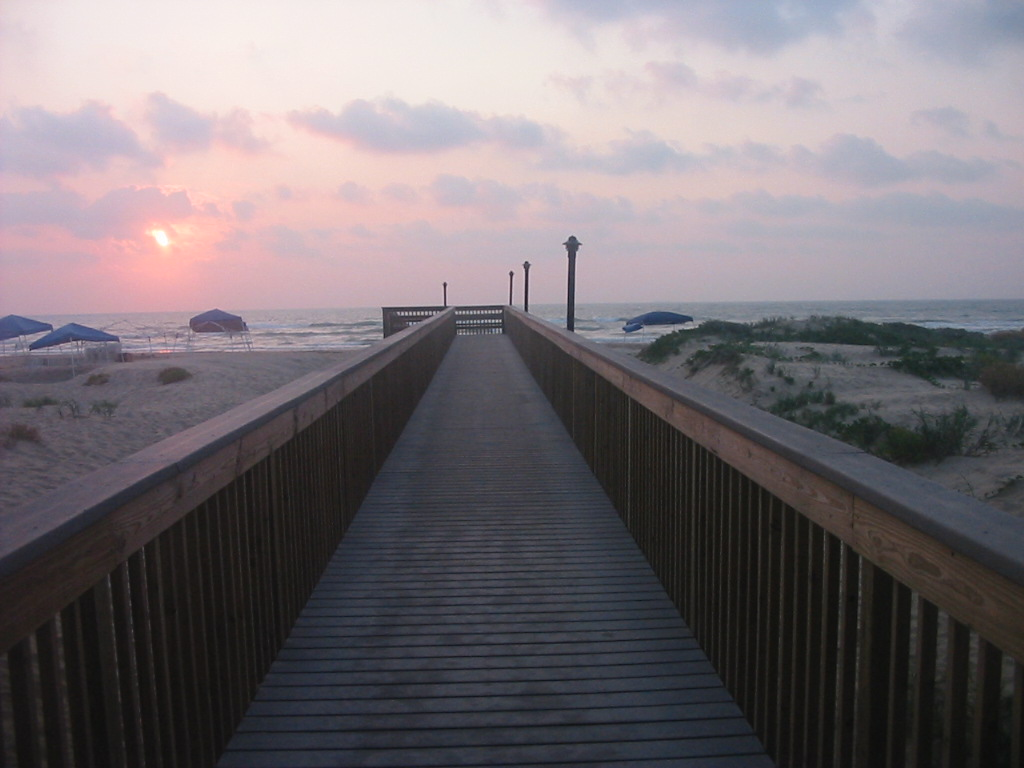
Steg zum Meer
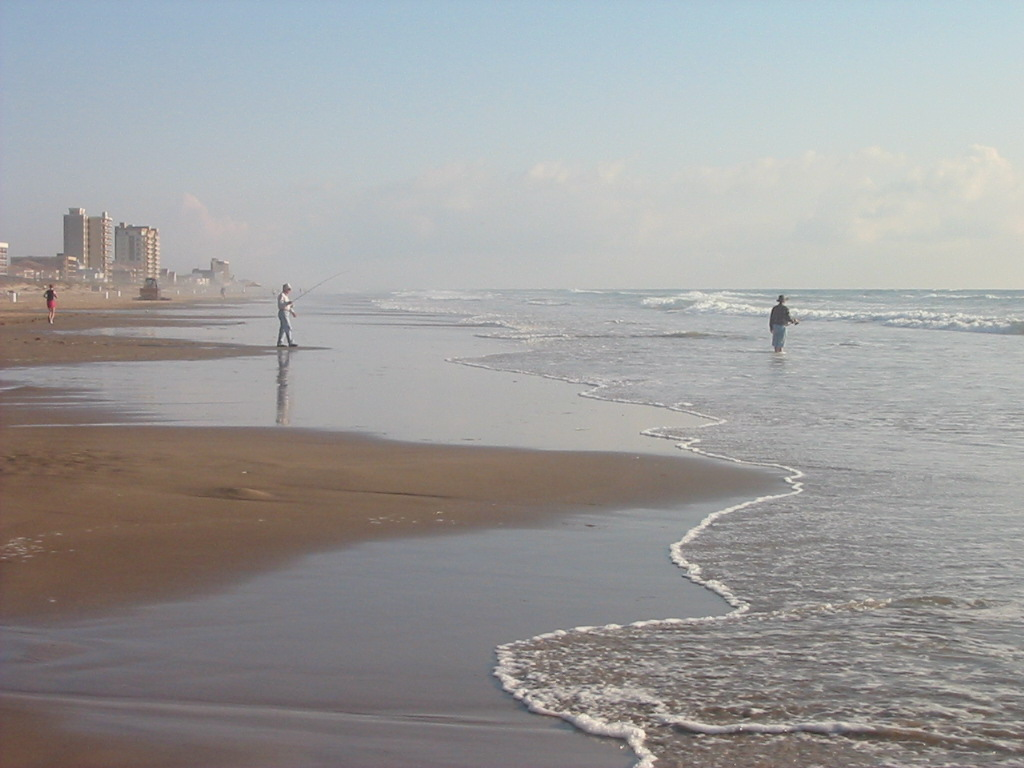
Strand